# Reprezentacja Kamerunu w piłce siatkowej kobiet
Reprezentacja Kamerunu w piłce siatkowej kobiet to narodowa reprezentacja tego kraju, reprezentująca go na arenie międzynarodowej.

## Osiągnięcia

### Mistrzostwa Afryki
- 1. miejsce – 2017, 2019, 2021
- 2. miejsce – 1999, 2013
- 3. miejsce – 1985, 1991, 2001, 2003, 2009, 2023

### Igrzyska afrykańskie
- 2. miejsce – 2007, 2011, 2015, 2019
- 3. miejsce – 1991

## Udział w imprezach międzynarodowych

### Mistrzostwa Świata
| Rok  | Kraj              | Miejsce      |
| ---- | ----------------- | ------------ |
| 1952 | ZSRR              | brak udziału |
| 1956 | Francja           | brak udziału |
| 1960 | Brazylia          | brak udziału |
| 1962 | ZSRR              | brak udziału |
| 1967 | Japonia           | brak udziału |
| 1970 | Bułgaria          | brak udziału |
| 1974 | Meksyk            | brak udziału |
| 1978 | ZSRR              | brak udziału |
| 1982 | Peru              | brak udziału |
| 1986 | Czechosłowacja    | brak udziału |
| 1990 | Chiny             | brak udziału |
| 1994 | Brazylia          | brak udziału |
| 1998 | Japonia           | brak udziału |
| 2002 | Niemcy            | brak udziału |
| 2006 | Japonia           | 21. miejsce  |
| 2010 | Japonia           | brak udziału |
| 2014 | Włochy            | 21. miejsce  |
| 2018 | Japonia           | 21. miejsce  |
| 2022 | Polska / Holandia | 24. miejsce  |

### Mistrzostwa Afryki
| Rok  | Kraj     | Miejsce      |
| ---- | -------- | ------------ |
| 1976 | Egipt    | brak udziału |
| 1985 | Tunezja  | 3. miejsce   |
| 1987 | Maroko   | brak udziału |
| 1991 | Egipt    | 3. miejsce   |
| 1993 | Nigeria  | 4. miejsce   |
| 1995 | Tunezja  | brak udziału |
| 1997 | Nigeria  | brak udziału |
| 1999 | Nigeria  | 2. miejsce   |
| 2001 | Nigeria  | 3. miejsce   |
| 2003 | Kenia    | 3. miejsce   |
| 2005 | Nigeria  | 5. miejsce   |
| 2007 | Kenia    | 6. miejsce   |
| 2009 | Algieria | 3. miejsce   |
| 2011 | Kenia    | 5. miejsce   |
| 2013 | Kenia    | 2. miejsce   |
| 2015 | Kenia    | 5. miejsce   |
| 2017 | Kamerun  | 1. miejsce   |
| 2019 | Egipt    | 1. miejsce   |
| 2021 | Rwanda   | 1. miejsce   |
| 2023 | Kamerun  | 3. miejsce   |

### Igrzyska afrykańskie
| Rok  | Kraj         | Miejsce      |
| ---- | ------------ | ------------ |
| 1978 | Algier       | ?            |
| 1987 | Nairobi      | ?            |
| 1991 | Kair         | 3. miejsce   |
| 1995 | Harare       | ?            |
| 1999 | Johannesburg | brak udziału |
| 2003 | Abudża       | 4. miejsce   |
| 2007 | Algier       | 2. miejsce   |
| 2011 | Maputo       | 2. miejsce   |
| 2015 | Brazzaville  | 2. miejsce   |
| 2019 | Rabat        | 2. miejsce   |